# The Undisputed Truth
The Undisputed Truth war eine US-amerikanische Soul- und Discofunk-Gruppe. Sie wurde 1970 vom damaligen Motown-Produzenten Norman Whitfield gegründet.

## Geschichte
The Undisputed Truth war ursprünglich ein Trio, bestehend aus Joe Harris, Billie Rae Calvin und Brenda Joyce. Harris war in den 1960er Jahren Mitglied bei The Preps sowie den Ohio Players. Calvin und Joyce waren u. a. Backgroundsänger für The Four Tops, Diana Ross und Edwin Starr. Ihre Schallplatten erschienen auf dem Motown-Sublabel Gordy.
Produzent Whitfield experimentierte bei ihren Aufnahmen mit psychedelischen Soundeffekten wie er es bereits seit Ende der 1960er Jahre mit The Temptations gemacht hatte. Das Songmaterial von The Undisputed Truth bestand denn auch oftmals aus Titeln, die schon zuvor oder etwa zeitgleich auch von den Temptations aufgenommen wurden und in deren Versionen teilweise große Hits waren. So z. B. Ball of Confusion, Ungena za Ulimwengu (Unite the World), Superstar (Remember How You Get Where You Are), Law of the Land, Papa Was a Rollin’ Stone und Just My Imagination (Running Away with Me). Allerdings war die Praxis, dass einzelne Titel gleich von mehreren Vertragskünstlern aufgenommen wurden im Hause Motown/Gordy ohnehin keine Seltenheit.
Smiling Faces Sometimes aus dem 1971 erschienenen selbstbetitelten Debütalbum von The Undisputed Truth erreichte im Sommer 1971 Platz 3 der Billboard Hot 100, ihr größter Hit. Auch von diesem Titel gibt es eine Version von den Temptations. In den Jahren 1972 bis 1974 erschienen drei weitere LPs, die fast ausschließlich aus Coverversionen bestanden, darunter Marvin Gayes What’s Going On, With a Little Help from My Friends von The Beatles, Roberta Flacks Killing Me Softly with His Song oder Brother Louie von Hot Chocolate.
Nachdem Norman Whitfield 1975 Motown Records verlassen hatte, wechselten The Undisputed Truth zusammen mit Rose Royce und Willie Hutch zum neu gegründeten Label „Whitfield Records“ (im Warner Bros. Records Inc.-Vertrieb). Billie Rae Calvin und Brenda Joyce verließen zeitgleich die Band, die zudem einen Imagewandel vollzog. Joe Harris und seine neuen Mitspieler Virginia „V“ McDonald, Tyrone „Big Ty“ Douglas, Tyrone „Lil Ty“ Barkley und Calvin „Dhaak“ Stephenson traten fortan in futuristischen Kostümen im Stil von George Clintons Funkbands Funkadelic und Parliament auf. 1977 hatten sie mit You + Me = Love einen kleineren Discohit in Großbritannien. Den großen Durchbruch schafften sie mit den beiden Warner-Alben Method to the Madness (1977) und Smokin’ (1979) allerdings auch nicht. 1981 löste sich The Undisputed Truth schließlich auf.

## Diskografie
Wenn nicht anders angegeben, dann produziert und geschrieben von Norman Whitfield

### Studioalben
| Jahr | Titel Musiklabel Katalog-Nr.          | Höchstplatzierung, Gesamtwochen, AuszeichnungChartplatzierungen (Jahr, Titel, Musiklabel Katalog-Nr., Platzierungen, Wochen, Auszeichnungen, Anmerkungen) | Höchstplatzierung, Gesamtwochen, AuszeichnungChartplatzierungen (Jahr, Titel, Musiklabel Katalog-Nr., Platzierungen, Wochen, Auszeichnungen, Anmerkungen) | Anmerkungen                         |
| Jahr | Titel Musiklabel Katalog-Nr.          | US | R&B | Anmerkungen                         |
| ---- | ------------------------------------- | --- | --- | ----------------------------------- |
| 1971 | The Undisputed Truth Gordy 955        | US43 (18 Wo.)US | R&B7 (22 Wo.)R&B | Erstveröffentlichung: Juli 1971     |
| 1972 | Face to Face with the Truth Gordy 959 | US114 (12 Wo.)US | R&B16 (11 Wo.)R&B | Erstveröffentlichung: Januar 1972   |
| 1973 | Law of the Land Gordy 963             | US191 (2 Wo.)US | R&B52 (5 Wo.)R&B | Erstveröffentlichung: Juli 1973     |
| 1974 | Down to Earth Gordy 968               | — | R&B35 (10 Wo.)R&B | Erstveröffentlichung: August 1974   |
| 1975 | Cosmic Truth Gordy 970                | US186 (2 Wo.)US | R&B42 (7 Wo.)R&B | Erstveröffentlichung: März 1975     |
| 1975 | Higher Than High Gordy 972            | US173 (4 Wo.)US | R&B52 (4 Wo.)R&B | Erstveröffentlichung: Oktober 1975  |
| 1977 | Method to the Madness Whitfield 2967  | US66 (17 Wo.)US | R&B19 (14 Wo.)R&B | Erstveröffentlichung: Dezember 1976 |
| 1979 | Smokin’ Whitfield 3202                | — | — | Erstveröffentlichung: 1979          |

### Kompilationen
- 1976: The Best of the Undisputed Truth (Motown 8029)
- 1991: Best of the Undisputed Truth (Motown 5489)
- 1995: Milestones: The Best of the Undisputed Truth (Motown 530 570)
- 2002: The Collection (Spectrum 544726)
- 2003: Smiling Faces: The Best of Undisputed Truth (Motown 58102)
- 2017: Nothing but the Truth (Kent Soul 469)

### Singles
| Jahr | Titel Album                                                                       | Höchstplatzierung, Gesamtwochen, AuszeichnungChartplatzierungen (Jahr, Titel, Album, Platzierungen, Wochen, Auszeichnungen, Anmerkungen) | Höchstplatzierung, Gesamtwochen, AuszeichnungChartplatzierungen (Jahr, Titel, Album, Platzierungen, Wochen, Auszeichnungen, Anmerkungen) | Höchstplatzierung, Gesamtwochen, AuszeichnungChartplatzierungen (Jahr, Titel, Album, Platzierungen, Wochen, Auszeichnungen, Anmerkungen) | Höchstplatzierung, Gesamtwochen, AuszeichnungChartplatzierungen (Jahr, Titel, Album, Platzierungen, Wochen, Auszeichnungen, Anmerkungen) | Anmerkungen | [↑]: gemeinsam behandelt mit vorhergehendem Eintrag; [←]: in beiden Charts platziert |
| Jahr | Titel Album                                                                       | UK | US | R&B | Dance | Anmerkungen |                                                                                      |
| ---- | --------------------------------------------------------------------------------- | --- | --- | --- | --- | --- | ------------------------------------------------------------------------------------ |
| 1971 | Save My Love for a Rainy Day The Undisputed Truth                                 | — | — | R&B43 (2 Wo.)R&B | — | Erstveröffentlichung: 2. Februar 1971                                                                                                 |                                                                                      |
| 1971 | Smiling Faces Sometimes The Undisputed Truth                                      | — | US3 (18 Wo.)US | R&B2 (17 Wo.)R&B | — | Erstveröffentlichung: 13. Mai 1971 Autoren: Norman Whitfield & Barrett Strong Original: The Temptations                               |                                                                                      |
| 1971 | You Make Your Own Heaven and Hell Right Here on Earth Face to Face with the Truth | — | US72 (6 Wo.)US | R&B24 (6 Wo.)R&B | — | Erstveröffentlichung: 16. November 1971 mit Orchester Paul Riser Autoren: Norman Whitfield & Barrett Strong Original: The Temptations |                                                                                      |
| 1972 | What It Is? Face to Face with the Truth                                           | — | US71 (5 Wo.)US | R&B35 (4 Wo.)R&B | — | Erstveröffentlichung: 25. Januar 1972 Autoren: Norman Whitfield & Barrett Strong                                                      |                                                                                      |
| 1972 | Papa Was a Rollin’ Stone Law of the Land                                          | — | US63 (5 Wo.)US | R&B24 (6 Wo.)R&B | — | Erstveröffentlichung: 9. Mai 1972 Autoren: Norman Whitfield & Barrett Strong                                                          |                                                                                      |
| 1972 | Girl You’re Alright Law of the Land                                               | — | — | R&B43 (5 Wo.)R&B | — | Erstveröffentlichung: 10. Oktober 1972 Autoren: Clay McMurray & Pam Sawyer                                                            |                                                                                      |
| 1973 | Mama I Got a Brand New Thing (Don’t Say No) Law of the Land                       | — | — | R&B46 (2 Wo.)R&B | — | Erstveröffentlichung: 15. Februar 1973                                                                                                |                                                                                      |
| 1973 | Law of the Land                                                                   | — | — | R&B10 (7 Wo.)R&B | — | Erstveröffentlichung: 5. Juni 1973 Original: The Temptations                                                                          |                                                                                      |
| 1974 | Help Yourself Down to Earth                                                       | — | US63 (7 Wo.)US | R&B19 (16 Wo.)R&B | — | Erstveröffentlichung: 14. Februar 1974                                                                                                |                                                                                      |
| 1974 | I’m a Fool for You Down to Earth                                                  | — | — | R&B39 (13 Wo.)R&B | — | Erstveröffentlichung: 25. Juni 1974                                                                                                   |                                                                                      |
| 1975 | UFO’s Cosmic Truth                                                                | — | — | R&B62 (8 Wo.)R&B | — | Erstveröffentlichung: 8. April 1975                                                                                                   |                                                                                      |
| 1975 | Higher Than High                                                                  | — | — | R&B77 (7 Wo.)R&B | — | Erstveröffentlichung: 4. August 1975                                                                                                  |                                                                                      |
| 1976 | You + Me = Love Method to the Madness                                             | UK43 (4 Wo.)UK | US48 (11 Wo.)US | R&B37 (13 Wo.)R&B | Dance5 (26 Wo.)Dance | Erstveröffentlichung: August 1976 |                                                                                      |
| 1976 | Let’s Go Down to the Disco Method to the Madness                                  | —[US: ↑] | US48 (11 Wo.)US | R&B68 (9 Wo.)R&B | Dance40 (1 Wo.)Dance | Erstveröffentlichung: November 1976                                                                                                   |                                                                                      |
| 1979 | Show Time Smokin’                                                                 | — | — | R&B55 (10 Wo.)R&B | — | Erstveröffentlichung: April 1979 |                                                                                      |

grau schraffiert: keine Chartdaten aus diesem Jahr verfügbar
Weitere Singles
- 1974: Lil’ Red Ridin’ Hood
- 1975: Boogie Bump Boogie
- 1977: Sunshine
- 1979: I Can’t Get Enough of Your Love